# Serjania incisa
Serjania incisa är en kinesträdsväxtart som beskrevs av John Torrey. Serjania incisa ingår i släktet Serjania och familjen kinesträdsväxter. Inga underarter finns listade i Catalogue of Life.